# Кюрдоглу, Гусейн
Гусейн Кюрдоглы (настоящее имя Гусейн Гасан оглы Алышанов;  азерб. Hüseyn Kyurdoglu; 1934 году, Ахмедли, Лачинский район — 12 июля 2003, Баку) — поэт, писатель и учёный-востоковед азербайджанского происхождения.

## Биография
Родился 15 июня 1934 года в деревне Ахмедли. После окончания средней школы поступил в университет на филологический факультет телевидения и радиовещания[уточнить].
Работал редактором литературных произведений.
С 1960 года научный сотрудник в Институте востоковедения Академии наук (1960). В 1966 году защитил диссертацию на тему «Современная курдская поэзия», после чего работал старшим научным сотрудником в отделе иранских языков. С 1993 года работал в Институте литературы Академии наук.
Умер 12 июля 2003 года в городе Баку, Азербайджан.
В начале 2015 года ташкентское издательство «Мумтоз сёз» выпустило книгу «Избранные стихотворения» поэта на узбекском языке. В книгу вошли сочинения в различных жанрах.
Есть сын — Ильхам Алышанов — директор программа ЗАО «Азербайджанское телерадиовещание».

## Некоторые публикации
Является автором десятков книг, среди которых:
- Этот мир — что караванный путь (Стихи) Баку Язычы 1989 179,[4] с. ил. 17 см. ISBN 5-560-00501-0 (В пер.) авт.: Гусейн Кюрдоглы (Алышанов Гусейн Гасан оглы)
- Крик журавлей : Четверостишия / Гусейн Курдоглу; [Предисл. Я. Гараева]. — Баку : Язычы, 1985. — 141 с. : ил.; 16 см авт.: Гусейн Курдоглы (Алышанов Гусейн Гасан оглы)
- Свадебный караван : [Стихи] / Гусейн Кюрдоглу. — Баку : Язычы, 1981. — 95 с.; 17 см. В вып. дан. авт.: Гусейн Курдоглы (Алышанов Гусейн Гасан оглы)